# Bactris pickelii
Bactris pickelii  es una especie de planta con flor de la familia de las arecáceas (la de las palmeras).

## Hábitat
Es endémica de Brasil.
Está amenazada por pérdida de hábitat.

## Descripción
Es una pequeña palmera de hasta 2,5 m de altura, dispersos en la selva tropical de tierras bajas del Atlántico y la restinga de hasta 500 m.  La especie no sobrevive fuera de la selva.

## Taxonomía
Bactris pickelii  fue descrita por Max Burret y publicado en Repertorium Specierum Novarum Regni Vegetabilis 34: 199. 1934.
Etimología
Ver: Bactris